# Unionville (comté de Butler, Pennsylvanie)
Pour les articles homonymes, voir Unionville.
Unionville est une census-designated place située dans le comté de Butler, dans le Commonwealth de Pennsylvanie, aux États-Unis. Sa population, qui s’élevait à 962 habitants lors du recensement de 2010, est estimée à 957 habitants au 1er juillet 2020.